# Pierre Lafon (Schauspieler)

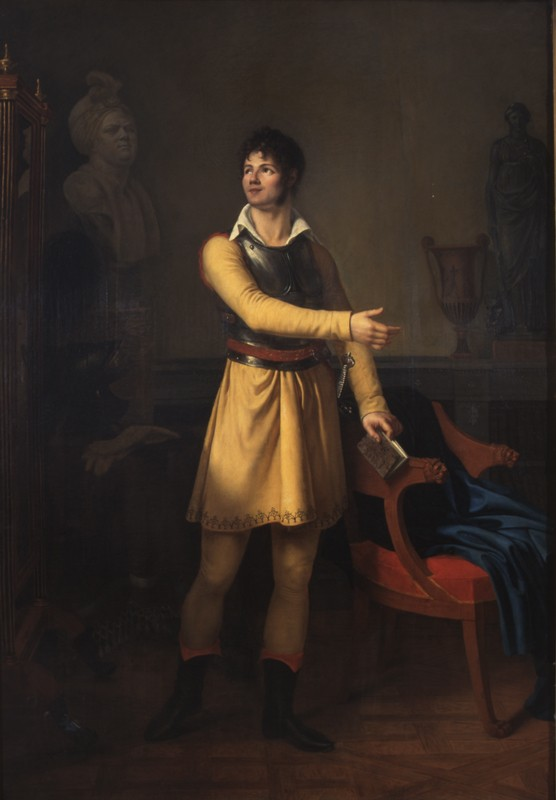
Pierre Lafon in der Hauptrolle in Voltaires Tragödie Tancrède

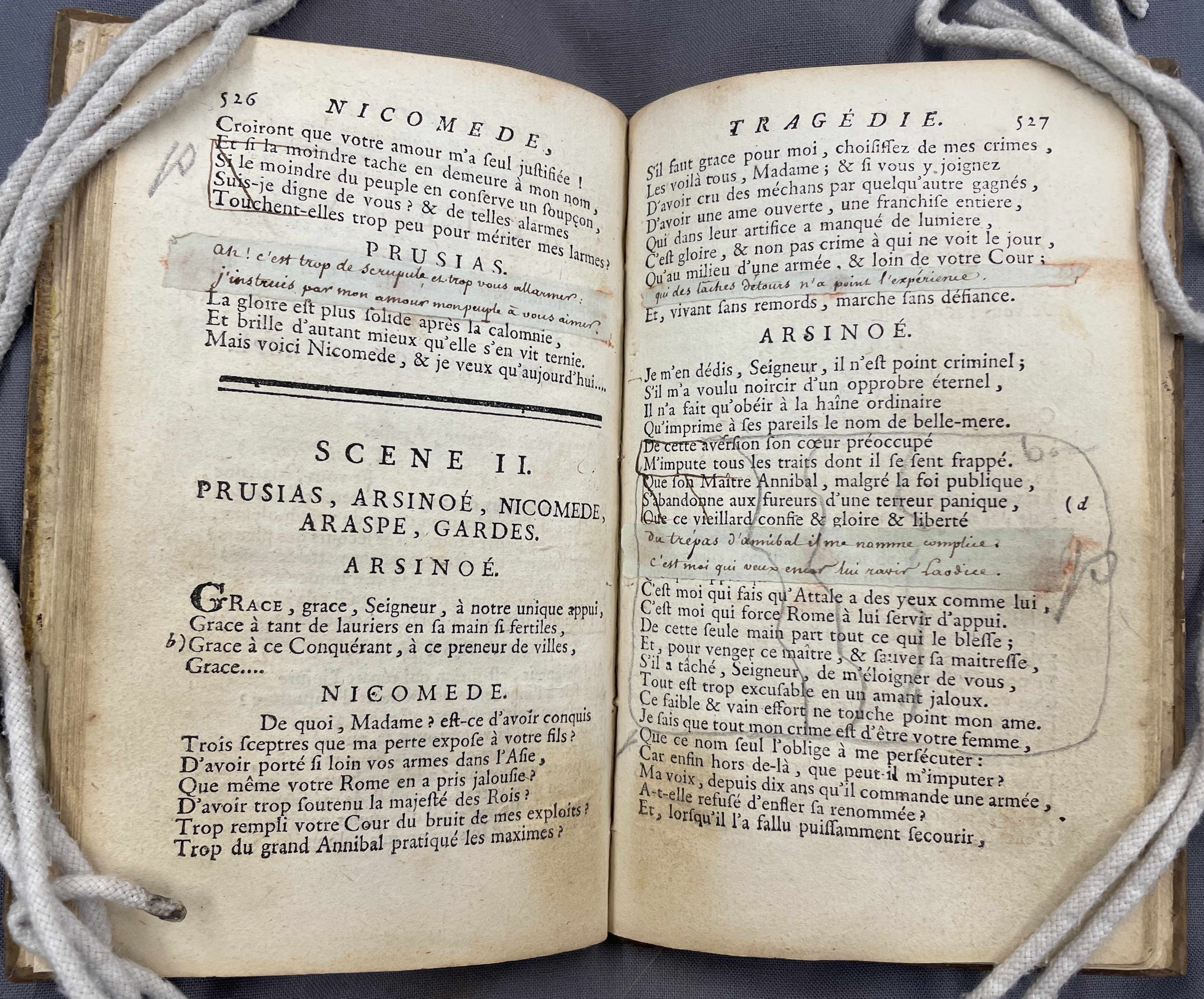
Lafons Textbuch von Corneilles Nicomède mit eigenen Eintragungen, zu Rolle und Text

Pierre Rapenouille, bekannt als Pierre Lafon (* 1. September 1773 in Lalinde; † 10. Mai 1846 in Bordeaux), war ein französischer Schauspieler.

## Leben
Lafons Vater war maître en chirurgie, der es sich leisten konnte, seinen Sohn auf das Collège in Bergerac zu geben. Danach ging Lafon nach Bordeaux, da er Interesse an Poesie und Deklamation entwickelt hatte. Dort nahm er Unterricht bei dem Mauriner François Ferlus, der Lehrer für Rhetorik war.
Im Jahr 1793 verfasste Lafon, 20-jährig, eine Tragödie mit dem Titel Mort d’Hercule, die von einer örtlichen Theatertruppe aufgeführt wurde, in der er selbst die Nebenrolle des Zentauren einnahm. Im Jahr 1793 fiel für ihn dann vorerst der Vorhang, denn er wurde eingezogen und er musste einen einjährigen Militärdienst leisten.
Im Anschluss begann er ein Medizinstudium, ebenfalls in Bordeaux, das er in Montpellier fortsetzte, um es dort abzuschließen. Sein Drang zur Bühne war so stark geworden, dass er das Studium heimlich abbrach und sich einer fahrenden Theatertruppe in Marseille anschloss, mit der er auch Nizza, Toulon und Draguignan bereiste. An letzterer Station begegnete er François-Juste-Marie Raynouard, der ihn drängte nach Paris zu gehen. Dieser gab ihm einen Brief an Paul de Barras mit, der ihn wiederum an Dugazon empfahl. Ihm wurde weiter ein Stipendium zur Sicherung seines Lebensunterhalts zuteil. Politische Umstände brachten seinen Förderer in große Schwierigkeiten und so war es Glück, dass Lucien Bonaparte sich, im Jahr 1799, für Lafon an der wiedergegründeten Comédie-Française verwendete, wo er im Jahr 1800 debütierte. Er wurde dann auch direkt in die Société de la Comédie-Française aufgenommen.
Lafon galt als äußerst gutaussehend und wurde deshalb auch Le beau Lafon genannt. Beliebt war auch sein gaskognischer Akzent, der beim Publikum gut ankam. Auf der Bühne hatte er großen Erfolg, was ihm von Talma geneidet wurde, der darauf gegen Lafon intrigierte. Lafon schrieb deshalb einen Brief an seinen Förderer Bonaparte und beklagte sich sehr darüber. Talma stritt jedoch alles ab und die Rivalität ging noch bis ins Jahr 1806 an, bis Lafon von den großen Titelrollen verdrängt war.
Im Zuge des Erfurter Fürstenkongresses, im Jahr 1808, machte eine ausgewählte Gruppe des Ensembles der Comédie eine Tournee nach Erfurt, bei der auch Lafon mit von der Partie war. Selbst von dort tauschte er sich dann brieflich mit der Verwaltung der Comédie aus, um die besseren Hauptrollen zu bekommen, konnte aber gegen Talma nichts ausrichten. Lafon verzieh das Talma erst nach dessen Tod im Jahr 1826, als er an dessen Grab eine Versöhnungsrede hielt.
Die Karriere Lafons, die sehr gut angefangen hatte, stagnierte, weshalb er ein Gastengagement in Brüssel annahm. Aber auch zurück in Paris verwendete er sich nicht für die Comédie, was durchaus bemerkt wurde, denn in der Spielsaison 1821–22 war er nur bei zehn Aufführungen auf der Bühne.
Nach dem Tod Talmas war der Weg frei, damit Lafon wieder in seinem Hauptfach, dem Drama, die erste Hauptrolle bedienen durfte. Im Jahr 1829 reichte er seinen Rücktritt ein, wurde aber davon überzeugt, noch ein Jahr zu bleiben, um 30 Dienstjahre voll zu machen. Offiziell am 1. April 1830 in Ruhestand gegangen, trat Lafon jedoch am 18. Mai, zu Ehren des Königs Franz I. des Königreichs beider Sizilien, ein allerletztes Mal auf, ohne danach noch jemals die Bühne zu betreten. Er kam nicht einmal mehr, um sich seine Pension abzuholen und die Kassenmeisterin sorgte dafür, dass ihm das Geld überbracht wurde.
Als im Jahr 1834 zu Ehren Pierre Corneilles, in Rouen eine Statue eingeweiht wurde, war Lafon als Vertreter der Comédie vor Ort und hielt dort die Einweihungsrede. Die Abschiedsvorstellung zugunsten Lafons fand erst im Jahr 1839 statt und brachte einen Erlös von 14000 Francs, die ausschließlich Lafon zugutekamen.
Über sein Bühnenengagement hinaus lehrte Lafon von 1805 bis 1831 am Pariser Konservatorium, zuerst als Dozent, dann ab dem Jahr 1807, als ordentlicher Professor. Er übernahm dabei den Kurs von Dugazon, der sich in den Ruhestand zurückgezogen hatte.
Lafons Handschriften, Briefe und Textbücher mit Eintragungen wurden schon zu seinen Lebzeiten gesammelt und gehandelt.

## Familie
Lafon war zwei Mal verheiratet. Aus erster Ehe hatte er einen Sohn, der zum Militär ging. Seiner zweiten Ehe entsprang eine Tochter, die in Bordeaux einen Reeder heiratete.